# Alkmaar Packet

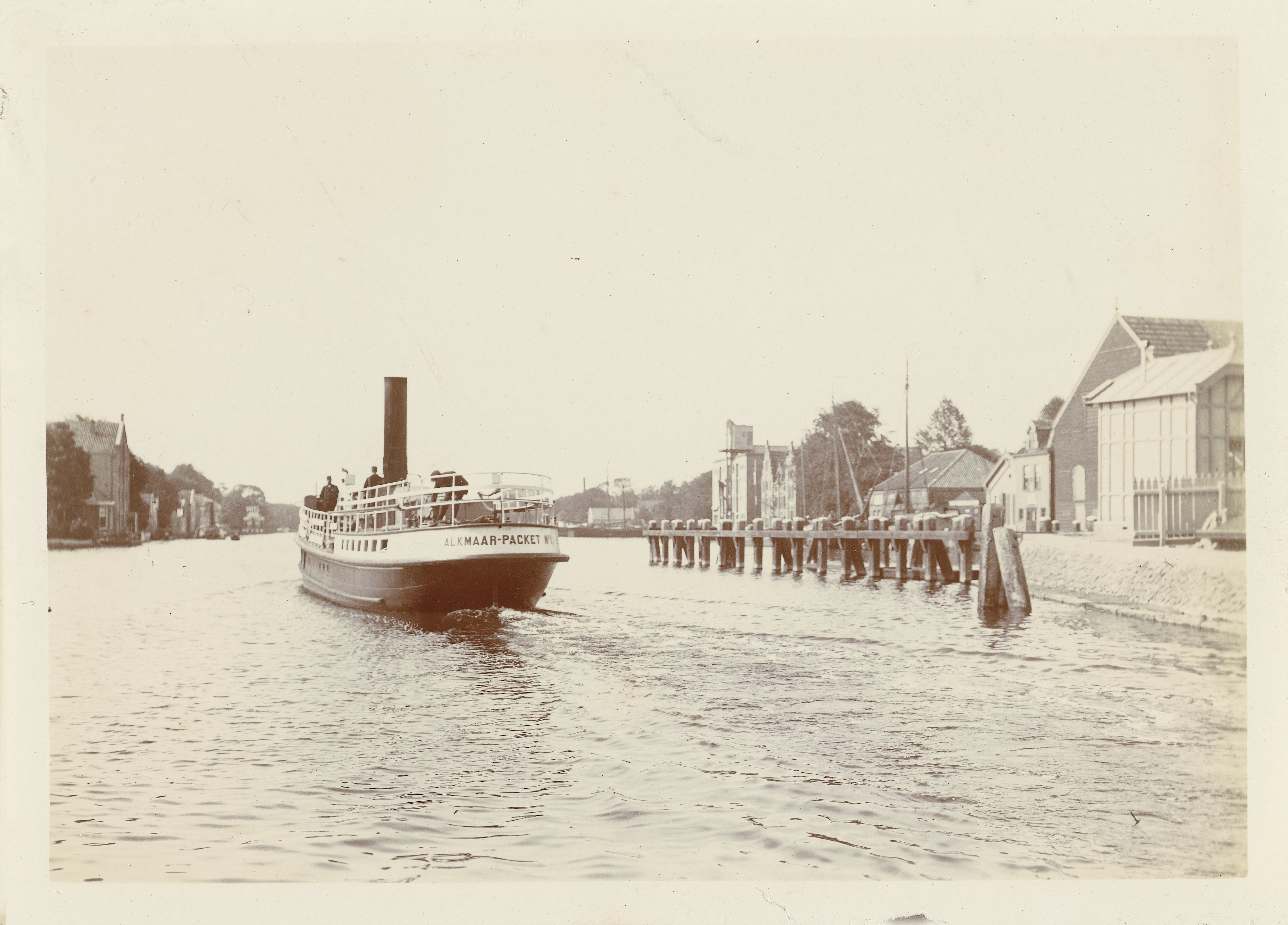
De "Alkmaar Packet I" in Zaandam, 1904

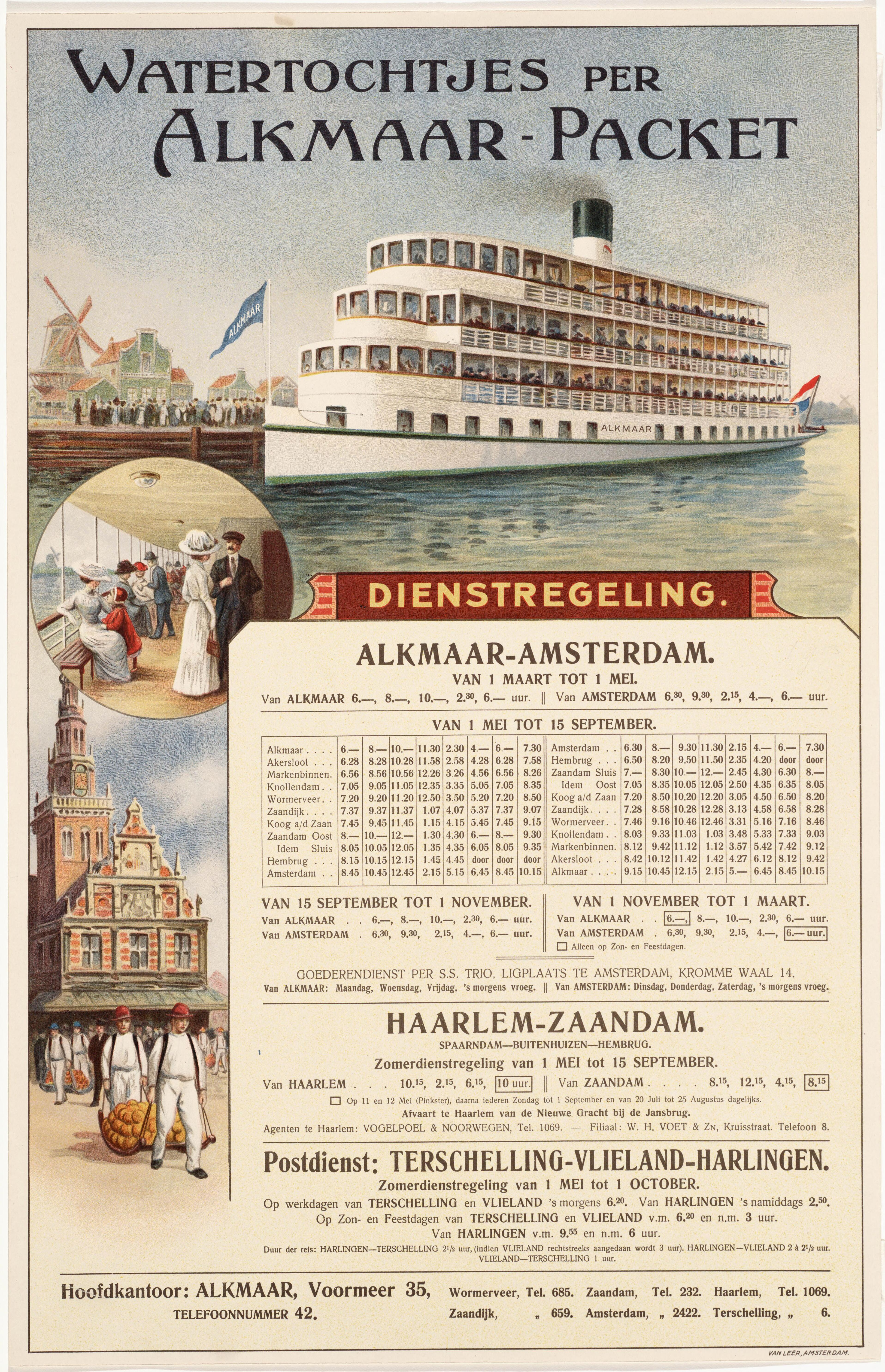
Advertentie met dienstregeling van Alkmaar Packet uit 1913

Alkmaar Packet was een beurtvaartrederij die van 1864 tot 1950, hoofdzakelijk in Noord-Holland, passagiers- en vrachtdiensten onderhield. Op het hoogtepunt had het bedrijf ruim 20 schepen in de vaart.

## Beginjaren
Alkmaar Packet werd als commanditaire vennootschap in 1864 opgericht door de in Akersloot geboren Cornelis Bosman en het hoofdkantoor werd in Alkmaar gevestigd. De rederij startte op 1 juli 1864 met de stoomboot Alkmaar Packet 1 een dienstregeling op het traject Alkmaar-Zaandam-Amsterdam, over het Noordhollandsch Kanaal. Na vertrek uit Alkmaar werd er afgemeerd in Akersloot, Markenbinnen, Oostknollendam, Wormerveer, Koog aan de Zaan en Zaandam. Het schip was niet zeewaardig, dus moest men voor het laatste stuk (over het IJ) in Zaandam overstappen op een ander schip. Latere schepen van Alkmaar Packet konden deze zijarm van de Zuiderzee wel bevaren. Een enkele reis kostte indertijd 50 cent (tweede klasse) en duurde ongeveer 3 uur. Alkmaar Packet vervoerde passagiers, vracht en post. Voor een plaats als Akersloot betekende het een belangrijke ontsluiting.

## Uitbreiding
Al snel kon Alkmaar Packet andere lijnen in de vaart nemen, zoals op de trajecten Zaandam-Haarlem en Zwolle-Kampen-Amsterdam. Ook werd het deel tussen Zaandam en Amsterdam intensiever bevaren dan het deel naar Alkmaar. Een enkele reis Zaandam-Amsterdam duurde een half uur en kostte 20 cent. Daarnaast werd vanaf 1886 de Veerdienst Enkhuizen - Stavoren door de rederij van Bosman uitgevoerd.
Naast passagiers in lijndienst vervoerde het bedrijf dagjesmensen en groepen. Bekend in de regio waren de inwoners van de hoofdstad die met Alkmaar Packet de Zaandammer kermis bezochten en de schoolreisjes vanuit de Zaanstreek naar bestemmingen als de Zuiderzeewerken en Artis.
Een knelpunt op het originele traject was de schutsluis Groote Sluis in Zaandam, die de afmetingen van doorgaande schepen beperkte tot 28m lang en 5,1m breed. Na de aanleg van de Wilhelminasluis in 1903 konden grotere schepen ingezet worden naar de bestemmingen voorbij Zaandam.

## Concurrentie
In 1882 voegde de onderneming de veerdienst tussen Den Helder en Texel aan het aanbod toe. De Texelaars waren echter niet tevreden over prijs en kwaliteit, hetgeen leidde tot de oprichting van de TESO in 1907. Na een vrijwel algemene boycot door de Texelaars moest Alkmaar Packet zich in 1909 terugtrekken.
In 1902 werd door welgestelde inwoners van de Zaanstreek de Zaandamsche Stoomvaart Maatschappij opgericht, met als doel Alkmaar Packet te beconcurreren. De Zaandamsche fuseerde datzelfde jaar met 6 andere rederijen die in Noord-Nederland actief waren, tot de rederij Verschure & Co. (later als Reederij Koppe een dochter van de NS). Met Verschure was Alkmaar Packet een kleine 10 jaar in een felle concurrentiestrijd verwikkeld op diverse trajecten in Noord-Holland. In 1913 werd overeenstemming bereikt over het afschaffen van dubbele diensten, maar men bleef elkaar beconcurreren op prijzen. De tarievenoorlog werd pas in de jaren 20 bijgelegd.
Van concurrent Goedkoop werd in 1920 de passagiersdienst van Amsterdam op IJmuiden overgenomen, compleet met steigers, kantoren en schepen.
Gaandeweg werd Alkmaar Packet, net als vergelijkbare rederijen, meer en meer bedreigd door andere vervoersvormen. Passagiers gingen eerder met de trein of bus en de vrachtwagen zoog een aanzienlijk deel van de vracht weg. Passagiersaantallen en omzetten liepen terug. De crisis van de jaren 30 was pijnlijk voor de hele binnenvaart en de Tweede Wereldoorlog ronduit een ramp. Na de bevrijding konden veel rederijen slechts met grote moeite (of niet) tot wederopbouw komen, schakelden over op wegvervoer of zochten aansluiting bij andere bedrijven. Alkmaar Packet moest het goederenvervoer in 1948 staken en het bedrijf werd in 1950 ontmanteld.

## Vlootlijst
Een selectie van de schepen die eigendom waren van Alkmaar Packet:
| Naam                               | Bouwjaar | Type              | In dienst | Afgevoerd       | Max. passagiers |
| ---------------------------------- | -------- | ----------------- | --------- | --------------- | --------------- |
| Alkmaar Packet 1                   |          |                   | 1864      |                 |                 |
| Alkmaar Packet 2                   |          |                   |           |                 |                 |
| Alkmaar Packet 3                   | 1870     |                   |           |                 |                 |
| Alkmaar Packet 4 (Prins Hendrik)   | 1874     |                   |           | 1910 (verkocht) | 65              |
| Ada van Holland                    | 1878     |                   | 1879      | 1909 (verkocht) |                 |
| Alkmaar Packet 5                   | 1877     |                   |           | 1941 (gesloopt) |                 |
| Graaf Willem                       | 1883     |                   |           |                 |                 |
| Alkmaar Packet 6 (Prinses Juliana) | 1893     |                   | 1893      | 1923 (verkocht) |                 |
| Alkmaar Packet 7                   | 1892     | Schroefstoomschip |           |                 |                 |
| Alkmaar Packet 8                   | 1899     |                   |           |                 |                 |
| Alkmaar Packet 9                   | 1902     |                   |           |                 |                 |
| Koningin Wilhelmina                | 1906     | Schroefstoomschip | 1920      |                 | 800             |
| Minister Kraus                     | 1907     | Raderstoomboot    | 1907      | 1950            |                 |
| Prins van Oranje                   | 1908     | Schroefstoomboot  | 1908      | 1950            | 1400            |
| Czaar Peter                        | 1908     | Schroefstoomschip | 1908      | 1947            | 1400            |
| Prins Hendrik                      | 1910     |                   | 1920      | 1948            | 2000            |
| Alkmaar                            | 1912     | Motorsalonboot    | 1912      | 1950            | 1300            |
| Stierop                            | 1922     | Motorschip        | 1923      | 1950            | 1000            |
| Alkmaar Packet No. 1               | 1923     | Motorschip        | 1923      | 1950            |                 |
| Nieuwediep Express                 | 1927     | Motorschip        | 1927      | 1950            |                 |

De Prins van Oranje is anno 2015 nog in de vaart. Zij is in gebruik als partyschip, met als thuishaven Amsterdam (De Ruijterkade).